# Hjälp mig, Jesus, troget vandra
Hjälp mig, Jesus, troget vandra är en psalm med text skriven 1816 av Johan Olof Wallin. Musiken är svensk från 1694 eller 1695.

## Publicerad i
- Den svenska psalmboken 1819 som nr 203 under rubriken "Nådens ordning: Den dagliga förnyelsen under bön, vaksamhet och strid mot andliga fiender" (med titelraden Hjälp mig, Jesu, troget vandra).
- Den svenska psalmboken 1937 som nr 395 under rubriken "Trons bevisning i levnaden" (med titelraden Hjälp mig, Jesu, troget vandra).
- Den svenska psalmboken 1986 som nr 576 under rubriken "Efterföljd – helgelse".